# Valentino Pascucci
Valentino Martin Pascucci (né le 17 novembre 1978 à Bellflower, Californie, États-Unis) est un voltigeur et joueur de premier but de baseball. Principalement joueur de ligues mineures, il évolue dans la Ligue majeure de baseball pour les Expos de Montréal en 2004 et les Mets de New York en 2011.

## Carrière
Joueur à l'Université d'Oklahoma, Valentino Pascucci est drafté par les Expos de Montréal au 15e tour de sélection en 1999.
Il joue son premier match dans le baseball majeur pour Montréal le 26 avril 2004 face aux Padres de San Diego et frappe son premier coup sûr en carrière le 30 avril face au lanceur Kazuhisa Ishii des Dodgers de Los Angeles. Le 15 septembre suivant, il claque son tout premier coup de circuit, aux dépens de Nate Bump des Marlins de la Floride. Pascucci est de l'alignement de départ des Expos au champ droit (il joue plus tard au premier but dans la partie) lors du dernier match de l'histoire de l'équipe le 3 octobre 2004 au Shea Stadium de New York. Il frappe 11 coups sûrs dont deux circuits et termine la saison 2004 avec six points produits et autant de points marqués en 32 parties des Expos.
En 2005 et 2006, Pascucci évolue au Japon pour les Chiba Lotte Marines de la Ligue Pacifique.
À son retour en Amérique du Nord, il passe quatre saisons complètes dans les ligues mineures pour des équipes affiliées aux Marlins de la Floride, aux Mets de New York, aux Phillies de Philadelphie, aux Padres de San Diego et aux Dodgers de Los Angeles. Il s'aligne même brièvement avec un club de baseball indépendant qui n'est associé à une formation du baseball majeur.
Le 8 septembre 2011, six ans et onze mois après sa dernière partie au plus haut niveau, Val Pascucci revient dans les majeures avec les Mets de New York. Il joue dans 10 parties des Mets en fin de saison 2011 et maintient durant cette période une moyenne au bâton de ,273 avec un circuit et deu points produits.